# شای‌ان (قبیله سرخ‌پوست)

پرچم قوم شای‌ان شمالی

شای‌اَن (به انگلیسی: Cheyenne) (‎/ʃaɪˈæn, ʃaɪˈɛn/‎ shy-AN, shy-EHN) نام یکی از قبیله‌های سرخ‌پوست آمریکایی است. شای‌ان‌ها شامل دو قبیله از  بومیان آمریکایی ساکن دشت‌های پهناور به نام‌های «سوتائو»  یا «سوتائه‌تانه‌ئوئو» ( معمولاً به‌صورت سوتای (به لاتین: Suhtai) یا سوتایو (به لاتین: Sutaio) نوشته می‌شود.) و «تسه‌ته‌سه‌تساهی» (همچنین به شکل نوشتاری تسه‌تسه‌هیس (به لاتین: Tsitsistas)،[t͡sɪt͡shɪstʰɑs]) بودند، این قبایل در اوایل قرن نوزدهم با یکدیگر در آمیختند. 
امروزه، مردم شاین به دو ملت به رسمیت شناخته شده فدرال تقسیم شده اند شامل : شاین جنوبی، که در قبایل شاین و آراپاهو در اوکلاهما به ثبت رسیده‌اند، و شاین شمالی ، که در قبیله شاین شمالی منطقه رزرو شده سرخپوستان شاین شمالی در مونتانا ثبت نام کرده اند. زبان شاینی آنها از خانواده زبانهای آلگونکیان است .شای‌ان‌ها فرهنگ و زبان مخصوص خود را دارند. 
در مدت ۴۰۰ سال گذشته، شای‌ان‌ها سبک زندگی خود را از جنگل‌های منطقه دریاچه‌های بزرگ به دشت‌های جلگه‌ای شمالی تغییر دادند و تا اواسط قرن نوزدهم، دولت آمریکا آن‌ها را به مناطق رزرو شده کوچ داد. در هنگام نخستین رویارویی آن‌ها با اروپایی‌ها در قرن شانزدهم، شای‌ان‌ها در منطقه‌ای زندگی می‌کردند که امروزه بخشی از ایالت مینه‌سوتا است. آن‌ها متحدان نزدیک آراپاهو بودند و پیوندهای سستی نیز بامردم لاکوتا داشتند. تا اوایل قرن هجدهم، آن‌ها توسط قبایل دیگر به سمت غرب رانده شدند و از رود میزوری عبور کرده، وارد مناطق داکوتای شمالی و جنوبی شدند،  جایی که فرهنگ اسب‌ پروری را اقتباس کردند. پس از سکونت در بلک‌ هیلز، داکوتای جنوبی و منطقه «پودر ریور» در ایالت‌های امروزی مونتانا و وایومینگ، آن‌ها فرهنگ اسب‌پروری را حدود سال ۱۷۳۰ به مردم لاکوتا معرفی کردند.

## نام
شای‌ان‌ها خود را «Tsétsêhéstâhese» (که بیشتر به صورت Tsitsistas شناخته می‌شود؛ مفرد: Tsétsêhéstaestse) می‌نامیدند، که به‌معنای «کسانی که این‌گونه هستند» ترجمه می‌شود. قبیله سوهاتی (Suhtai)، که همچنین با نام‌های Só'taeo'o، Só'taétaneo'o یا Sutaio (مفرد: Só'taétane) شناخته می‌شوند، همراه با Tsétsêhéstâhese سفر می‌کردند و پس از سال ۱۸۳۲ با آن‌ها ادغام شدند. تیره« سوهاتی» در گفتار و رسوم، تفاوت‌های اندکی با تیره «تسه‌تسه‌هیس» داشتند. نام «شای‌ان» واژه‌ای برون‌نام از زبان لاکوتایی به نام «Šahíyena» گرفته شده است که به‌معنای «شاهیای کوچک» می‌باشد. شناسهٔ دقیق «شاهیا» مشخص نیست، اما بسیاری از قبایل دشت‌های بزرگ باور دارند که این واژه به «مردمان کری»  یا مردمانی دیگر  که به زبان‌های آلگانکی، مشابه زبان کری و شای‌ان سخن می‌گفته‌اند، اشاره دارد.

## پیشینه

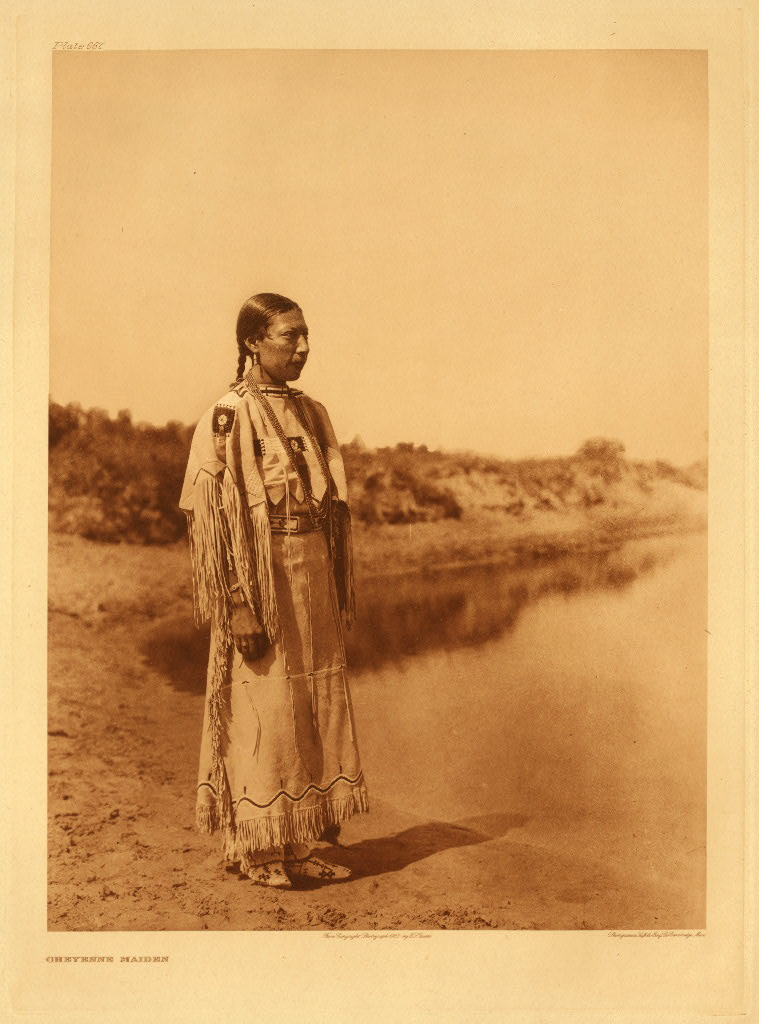
زن شای‌ان – توسط ادوارد اس. کرتیس، در سال ۱۹۳۰ میلادی عکاسی شده است.

اولین ثبت‌ نوشتاری از شای‌ان‌ها در میانه قرن هفدهم بود، زمانی که گروهی از شای‌ان‌ها از دژفرانسوی کِروِکُور بازدید کردند که نزدیک به  پئوریا امروزی در ایالت ایلینوی قرار دارد. شای‌ان‌ها در این هنگام در ناحیه‌ای بین رود می‌سی‌سی‌پی و دریاچه مایل لاکس می‌زیستند. اقتصاد آن‌ها بر پایهٔ جمع‌آوری برنج وحشی و شکار، به‌ویژه شکار بوفالو، که در دشت‌های ۷۰ تا ۸۰ مایلی غرب روستاهای شای‌ان‌ زندگی می‌کردند، بنا شده بود. برجسته ترین روستاهای باستانی شاین دهکده بیسترفلد است که در شرق داکوتای شمالی در امتداد رودخانه شین قرار دارد. آنها برای اولین بار در سال ۱۶۷۶ به رودخانه میسوری رسیدند. 
گروه اصلی شاین(Tsêhéstáno) زمانی از ده گروه تشکیل شده بود که در سراسر دشت های بزرگ از جنوب کلرادو تا بلک هیلز در داکوتای جنوبی پخش می شدند. آنها با دشمنان تاریخی خود، کلاغ و بعدها ( ۱۸۷۹-۱۸۵۶) با ارتش ایالات متحده جنگیدند. در میانه سده نوزدهم میلادی، گروه‌ها شروع به تقسیم کردند، به طوری که برخی از گروه‌ها ترجیح دادند در نزدیکی بلک هیلز باقی بمانند، در حالی که برخی دیگر ترجیح دادند در نزدیکی رودخانه‌های پلاته در مرکز کلرادو باشند.
تحلیل‌های جدیدتر از منابع اولیه بیان می‌کند که دست‌کم بخشی از قوم شای‌ان تا حدود سال ۱۷۶۵ در منطقه مایل لاک ایالت مینه‌سوتا باقی مانده بودند؛ هنگامی که قبیله اوجیبوه با استفاده از سلاح‌های گرم، قبیله داکوتا را شکست داد، و در پی آن، شای‌ان‌ها نیز به سمت رودخانه مینه‌سوتا رانده شدند (جایی که در سال ۱۷۶۶ گزارش شده‌اند.).

## نگارخانه
- لباس چرمی شای‌ان، حدود سال ۱۹۲۰ میلادی، موزه گیلكریس
- پیراهن چرمی تزیین ‌شده شای‌ان، موزه وولاراک
- نمونه‌ کوچک‌شده‌ای از خیمه شای‌ان‌ها، ساخته‌شده از پوست بوفالو، مربوط به سال ۱۸۶۰ میلادی.
- دبلیو. ریچارد وست جونیور، مدیر سابق و یکی از بنیان‌گذاران موزه موزه ملی سرخ‌پوستان ایالات متحده آمریکا در مؤسسه اسمیتسونین.